# Norman Mailer
Norman Kingsley Mailer (31. ledna 1923, Long Branch, New Jersey – 10. listopadu 2007, New York) byl americký spisovatel, novinář, esejista, dramatik, aktivista, filmař.
Patří mezi nejznámější a nejrespektovanější americké spisovatele druhé poloviny 20. století. Zabýval se společensko-politickými problémy a vztahem Ameriky k ostatnímu světu. Psal o sexu a násilí, konfliktech a politice, lásce a válce. Kromě beletrie se prosadil i jako autor publicistických textů, rozsáhlých knižních reportáží a biografií. Svou úspěšnou románovou prvotinu Nazí a mrtví uveřejnil jako pětadvacetiletý v roce 1948. Pullitzerovu cenu mu přinesly romány Armády noci (1968) a Katova píseň (1979). Svými reportážemi a reportážními romány se zařadil k tzv. novému žurnalismu. Norman Mailer bývá označován za svědomí Ameriky. Věčně provokující autor proslul nejen svými literárními díly, ale také výstředním chováním.

## Život
Narodil se jako prvorozený syn v židovské rodině ve městě Long Branch ve státě New Jersey. Otec byl původem litevský židovský přistěhovalec z Jižní Afriky a pracoval jako účetní, matka provozovala úklidovou a pečovatelskou agenturu. Vyrůstal v Brooklynu, kde vystudoval střední školu a v roce 1939 nastoupil na Harvardovu univerzitu. Studoval letecké inženýrství, ale současně absolvoval kursy tvůrčího psaní. Pod vlivem knih Jamese T. Farrella Studs Lonigan, Johna Steinbecka Hrozny hněvu a USA od Johna Dos Passose se stále více zajímal o literaturu. Svou první povídku Největší věc na světě publikoval ve věku 18 let a v roce 1941 vyhrál univerzitní soutěž časopisu ‎Story‎‎. Po promoci v roce 1943 se Mailer v lednu 1944 oženil se svou první ženou Beatrice "Bea" Silvermanovou, těsně předtím, než byl odveden do americké armády. ‎‎ Válku prožil na Filipínách a po kapitulaci Japonska byl poslán do Japonska jako příslušník okupační armády. Mailer psal téměř denně své manželce a těchto přibližně 400 dopisů se stalo základem ‎‎knihy Nazí a mrtví‎‎.
V letech 1947–1948 studoval francouzštinu a kulturní vědy na Sorbonně v Paříži. Do USA se vrátil krátce po vydání svého prvního románu Nazí a mrtví (The Naked and the Dead), který se stal světovým bestsellerem a z Mailera udělal významnou postavu americké i mezinárodní literární scény. Jeho další dva romány, Barbary Shore (Pobřeží barbarů, 1951) a Deer Park (Obora, 1955), měly nepříznivé hodnocení. V reakci na to se Mailer více zaměřil na žurnalistiku a literaturu faktu. V roce 1955 spoluzaložil newyorský týdeník The Village Voice, ve kterém publikoval sloupky věnující se problémům současné americké společnosti. Stále více se věnoval publicistice, byl spojený s takzvanou novou žurnalistikou, která v reportážích zohledňovala autorovy názory a kombinovala publicistiku s beletrií. Psal eseje, povídky a komentáře, přičemž se stával veřejnou osobností. V roce 1957 publikoval esej Bílý černoch (The White Negro), která vyvolala mnohé rozporné reakce přetrvávající do dnešních dnů. Už v době vydání esej kritizoval černošský spisovatel a autorův blízký přítel James Baldwin, podle nějž Mailer zbytečně posílil stereotyp o černoších jako lidech projevujících se spíš tělesně než intelektuálně.

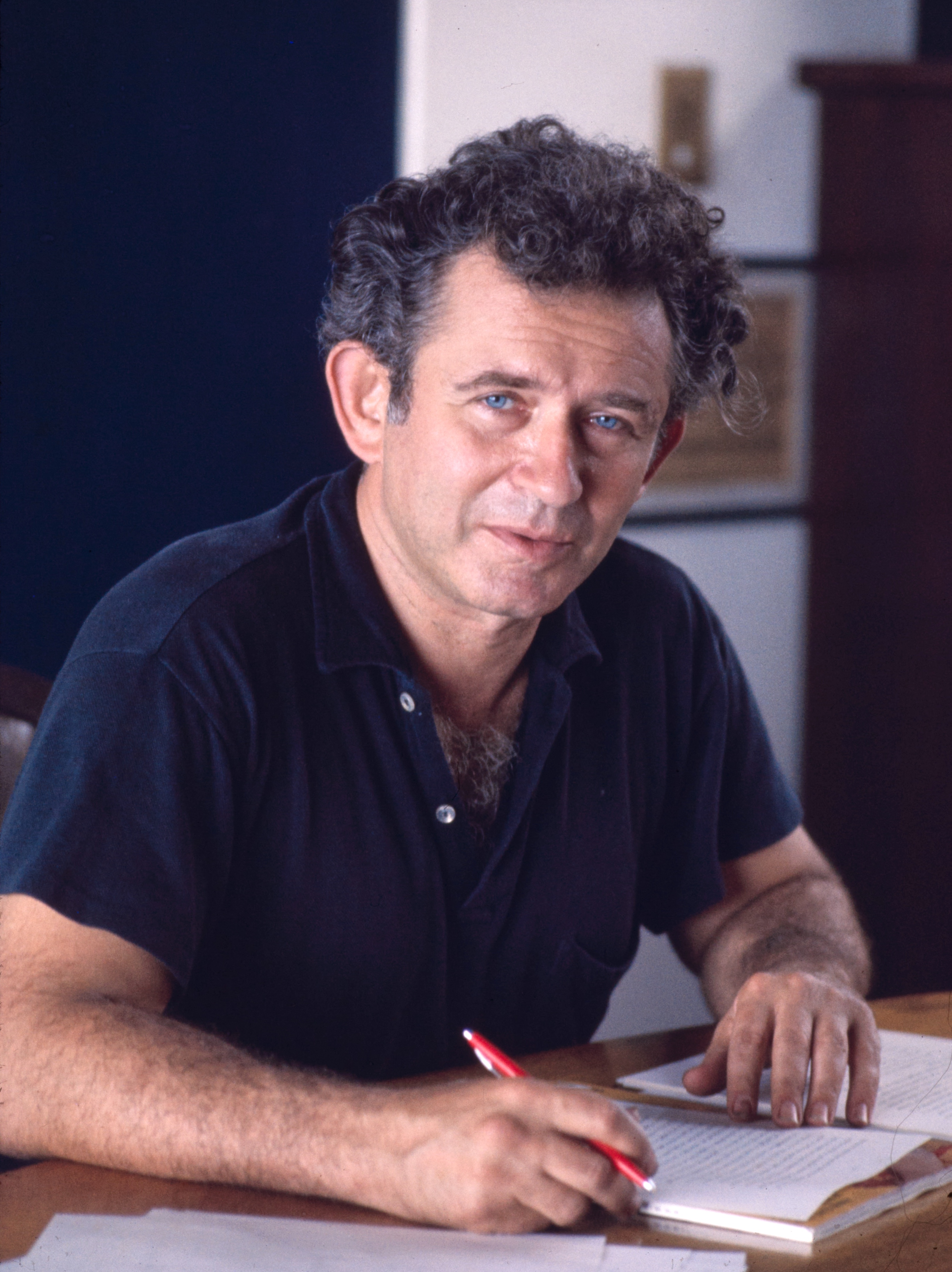
Norman Mailer (1967)

Šedesátá léta lze pokládat za Mailerovy nejšťastnější, nejbouřlivější a nejproduktivnější roky. V letech 1962 až 1972 vydal 17 knih, včetně pěti knih nominovaných na Národní knižní cenu ve čtyřech různých kategoriích. První Pulitzerovu cenu dostal za reportáž Armády noci (The Armies of the Night) o protiválečném protestním pochodu na Pentagon z roku 1967, který zažil na vlastní kůži včetně policejního násilí a pobytu ve vězení. Jako novinář často kritizoval americkou politiku, pokrýval volební sjezdy republikánů i demokratů, byl odpůrcem americké vojenské účasti ve Vietnamu a Iráku nebo zásahu NATO v Jugoslávii koncem 90. let. Patřil k prvním zastáncům graffiti. Publikoval texty o Johnu F. Kennedym (Superman přichází do supermarketu, 1960), biografie Marilyn Monroe (Marylin, 1973) nebo Lee Harvey Oswalda (Americké tajemství, 1995), věnoval se americkému přistání na Měsíci nebo osudům malíře Pabla Picassa.
V roce 1965 napsal svůj další román An American Dream (Americký sen) o profesorovi existenciální psychologie, který zabije svou ženu. Román vyvolal literární skandál a potvrdil postavení Mailera jako enfant terrible americké literatury. Svého posledního velkého literárního triumfu Mailer dosáhl s vydáním faktografického románu o vrahovi Gary Gilmorovi a jeho popravě s názvem The Executioner's Song (Katova píseň) v roce 1979. V sedmdesátých letech vyvolal zájem veřejnosti svou účastí v případu Jacka Abbotta, zločince, který strávil většinu svého dospělého života za mřížemi poté, co byl odsouzen za ozbrojenou loupež a zabití muže ve vězení. Několik let si s ním dopisoval a v roce 1981 mu pomohl publikovat sbírku dopisů. Přispěl k jeho podmínečnému propuštění, avšak krátce na to Abbot v hádce zabil číšníka v restauraci. Jeho pozdější romány, včetně Harlot's Ghost (Duch děvky, 1991), The Gospel According to the Son (Evangelium podle Syna, 1997) nebo poslední The Castle in the Forest (Zámek v lese aneb Hitlerův přízrak, 2007) získaly protichůdné recenze.
Zajímala ho kinematografie a od konce šedesátých let se věnoval rovněž spolupráci s filmem. Několik snímků natočil (Divokých 90-Wild 90, Mimo zákon-Beyond the Law, Maidstone), napsal scénář podle Shakespearova dramatu Král Lear a ztvárnil epizodní roli v Ragtimu režiséra Miloše Formana. V roce 1984 napsal podle svého románu Tough Guys Don't Dance (Ostří hoši netančí) scénář k filmu, který sám režíroval. V dokumentu When We Were Kings (režie: Leon Gast; 1997 Oscar za nejlepší dokument) spolukomentoval historický boxerský zápas mezi mistrem světa George Foremanem a bývalým šampionem Muhammadem Alim, který se konal 30. října 1974 v Kinshase. Norman Mailer o tom také napsal knihu The Fight (Boj, 1975). V roce 2005 Mailer hostoval v seriálu Gilmorova děvčata v roli spisovatele, který poskytuje interview. Podílel se na zfilmování několika svých knih – film Katova píseň získal nominaci na cenu Emmy, Nazí a mrtví, Americký sen.

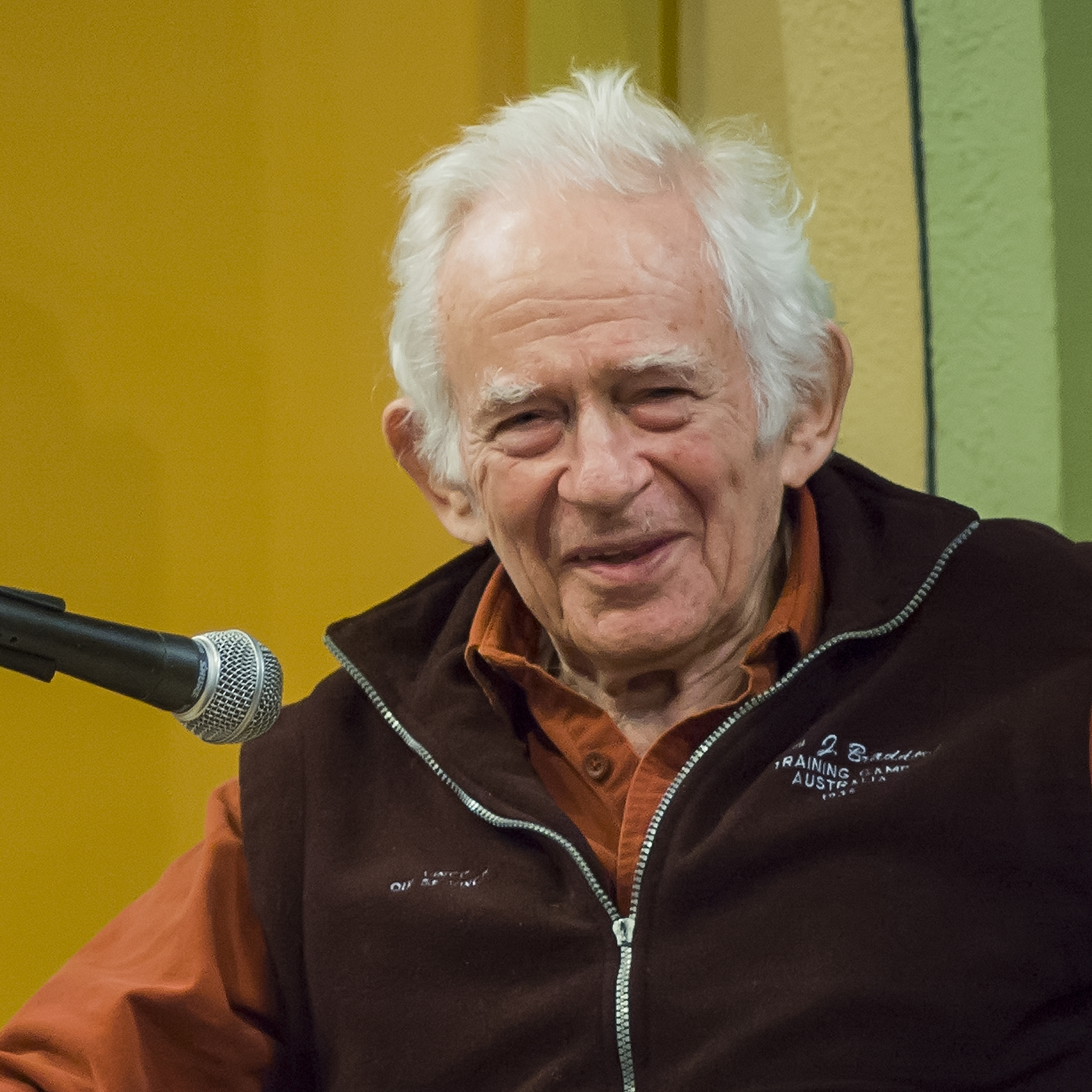
Norman Mailer (2006)

Byl široce známý jako piják a rváč, sukničkář, politický aktivista, sociální kritik, host talk show, sebepropagátor a symbol mužského šovinismu. Spisovatel nekompromisně prosazoval své názory a několikrát se popral na veřejnosti. V sedmdesátých letech dvakrát napadl spisovatele Gore Vidala, kterého nesnášel kvůli rozdílným názorům na americké ženské hnutí a práva žen. V roce 1970, když Mailer režíroval film Maidstone, herec Rip Torn na něj zaútočil kladivem. V boji, který trval několik minut a byl zachycen na film, Mailer ukousl Tornovi část ucha.
Roku 1960 v opilosti vážně zranil kapesním nožem svou druhou manželku Adele Moralesovou. Život jí zachránili doktoři, Mailer byl v nemocnici zatčen a vyvázl s podmínkou. Strávil dva týdny na psychiatrické jednotce nemocnice Bellevue v New Yorku. Bylo to v období, kdy oznámil svůj záměr kandidovat v roce 1961 ve volbách na starostu New Yorku. Moralesová se s ním v roce 1962 rozvedla. Mailer postupně vystřídal šest manželek, měl devět dětí (5 dcer a 4 syny). I přes své úspěchy byl často ve finanční tísni kvůli svým sňatkům a platbám výživného na děti.
Norman Mailer zemřel na selhání ledvin roku 2007 ve věku 84 let, poslední dobou trpěl ztrátou sluchu i zraku. Je pohřben na hřbitově v Provincetownu, Massachusetts.

## Dílo
Ve svých románech a reportážích se pokusil kriticky popsat problémy Spojených států.

### Romány
- Nazí a mrtví (The Naked and the Dead, 1948) – protiválečný román, kde použil některé své vlastní zážitky z války v Pacifiku. Tato kniha byla jeho prvotinou a zároveň jeho nejlepší a nejúspěšnější knihou. Osud vojáků na tichomořském ostrově se zde stal podobenstvím společenských vztahů.
- Pobřeží barbarů (Barbary Shore, 1951) – líčí tíživou atmosféru mccarthyovského období, hlavní hrdina si pronajímá pokoj v brooklynském penzionu s úmyslem napsat román.
- Obora (The Deer Park , 1955) – román z hollywoodského prostředí. ‎Název odkazuje na ‎‎Parc-aux-Cerfs‎‎ (Jelení park), letovisko francouzského krále ‎‎Ludvíka XV. ve Versailles pořízené pro jeho osobní potěšení s mladými ženami. Hlavní hrdina, nedávno propuštěný důstojník letectva a začínající spisovatel, zažívá morální zkaženost hollywoodské elity v pouštním letovisku.
- Americký sen (An American Dream, 1965) – román původně vycházel na pokračování v časopise Esquire, později byl vydán knižně. Na osudu hlavního hrdiny autor zachycuje stav americké společnosti 60. let a burcuje ji k touze po nápravě. Děj románu popisuje 32 hodin v životě jeho protagonisty, který je vyznamenaný válečný hrdina, bývalý kongresman, moderátor talk-show a univerzitní profesor, který vidí východisko ze svých problémů buď v sebevraždě nebo vraždě vlastní manželky. Je zobrazován jako metaforické ztělesnění ‎‎amerického snu‎‎.‎
- Proč jsme ve Vietnamu? (Why Are We in Vietnam?, 1967) – osmnáctiletý mladík je frustrován rodinnými poměry, před kterými utíká do přírody, kde hledá smysl života a nakonec ho čeká povolávací rozkaz. Mailerovy teorie násilí jsou fiktivně aplikovány na psychiku amerického muže. Naznačuje, že osobní potřeba násilí, obvykle potlačovaná společností, byla touto společností obrácena do společensky přijatelnější arény války.
- Cesta k Narcisovi (A Transit to Narcissus, 1978) – román inspirovaný zkušenostmi z krátké práce sanitáře v psychiatrické léčebně v Bostonu v roce 1942.
- Katova píseň (The Executioner's Song, 1979) – román o soudním procesu s dvojnásobným vrahem Gary Gilmorem a jeho popravě byl oceněn Pullitzerovou cenou. Román se přísně opírá o fakta, ale i o osobní rozhovory s tímto vrahem.
- O ženách a jejich eleganci‎‎ (Of Women and Their Elegance, 1980) – imaginární paměti ‎‎Marilyn Monroe, kniha má vyjádřit intimní myšlenky herečky prostřednictvím rozhovorů s jejím třetím manželem Arthurem Millerem.
- Dávné večery (Ancient Evenings, 1983) – na románu o Egyptě ve dvacáté dynastii faraonů (asi 1100 let př. n. l.) pracoval téměř deset let. Velká část románu se odehrává o jednom dlouhém večeru, během kterého postavy vyprávějí příběhy z minulosti, většinou z vlády Ramesse II.
- Ostří hoši netančí (Tough Guys Don't Dance, 1984) – thriller, ve kterém se míchá brutalita, vraždy, výstřední sex, drogy, peníze i okultismus.
- Duch Děvky (Harlot's Ghost, 1991) – rozsáhlý dvoudílný román se špionážní tematikou zahrnuje období od padesátých do konce osmdesátých let 20. století. Příběh řadového příslušníka CIA na pozadí reálných historických událostí dvacátého století. Pohled do zákulisí zpravodajských služeb filozoficky povýšil a dal mu až mystický rozměr.[13] V roce 2009 v Českém rozhlasu byl román zpracován jako desetidílná dramatizace. překlad: Robert Křesťan, rozhlasová úprava: Jan Kolář, režie: Markéta Jahodová, účinkují: Jan Hartl, Lucie Štěpánková, Václav Postránecký, Ladislav Frej, Vladimír Dlouhý, Naďa Konvalinková a další.[14]
- Evangelium podle Syna (The Gospel According to the Son, 1997) – beletrizovaný život Ježíše Krista , seznámení s dějovým i myšlenkovým obsahem evangelií.
- Lesní zámek aneb Hitlerův přízrak (The Castle in the Forest, 2007) – fantaskní román o rodině Adolfa Hitlera, jeho dětství a kořeny jeho osobnosti, na jehož výchovu dohlížel ďábel.

### Biografie
- Marylin (Marylin:A Biography, 1973) – životopis je doplněn ikonickými fotografiemi MM. V poslední kapitole knihy Mailer spekuluje o možnosti, že Monroe byla zavražděna agenty FBI a CIA, kteří nesnášeli její údajný poměr s Robertem F. Kennedym.
- Picassův portrét (Portrait of Picasso as a Young Man: An Interpretive Biography, 1995) – studie mapující mladá léta Pabla Picassa končí rokem 1915.
- Americké tajemství (Oswald's Tale: An American Mystery, 1996) – rekonstrukce života Lee Harveye Oswalda, vraha prezidenta Kennedyho a hledání důvodů jeho činu.

### Ostatní prózy
- Bílý černoch (The White Negro, 1957) – esej o 9000 slovech, v níž Mailer spojuje "psychickou spoušť" ‎‎způsobenou holocaustem‎‎ a ‎‎atomovou bombou‎‎ s následky otroctví v Americe v postavě ‎‎hipstera‎‎ nebo "bílého černocha". ‎‎Esej je výzvou k opuštění ‎‎kultury konformity a psychoanalýzy ve prospěch vzpurného, osobního násilí a emancipační sexuality, kterou Mailer spojuje s marginalizovanou černošskou kulturou.
- Reklama na vlastní osobu (Advertisements for Myself, 1959) – sbírka esejí, dopisů a fikcí na téma politika, sex, drogy, vlastní tvorba a tvorba ostatních autorů, které jsou spojeny autobiografickými prvky odrážejícími dopad tlaku úspěchu a literárního trhu. Poskytují přímé vhledy do stavu Mailerovy mysli na konci 50. let.
- Prezidentské listiny (The Presidential Papers, 1963) – sbírka esejů, rozhovorů, básní, otevřených dopisů politickým osobnostem a časopiseckých článků zaměřených na aktuální politiku a další témata, jako například literární kritika a sport.
- Armády noci (Armies of the Night, 1968) – beletristická reportáž původně psaná jako článek pro časopis ‎‎Harper's‎‎ Magazine, zachycující protestní pochod na Pentagon proti válce ve Vietnamu, za knihu získal Pullitzerovu cenu za literaturu faktu a Národní knižní cenu.Vypravěčem je sám Mailer, hlas, který zřetelně objasňuje národní problémy v kontextu vlastních teorií (násilí, svoboda, totalita) a osobně čelí sérii krizí, které mu pomáhají dynamicky růst.
- ‎‎‎‎Miami a obléhání Chicaga (Miami and the Siege of Chicago‎, 1968) – popis politických konvencí z roku 1968, reportáž o sjezdech demokratů a republikánů, připravujících prezidentské volby, ve kterých zvítězil Richard Nixon.
- Kanibalové a křesťané (Cannibals and Christians, 1968) – nekompromisní kritika poměrů, událostí a postojů uplynulých let v americké společnosti: znásilňování přírodní a architektonické krajiny, otravy potravin chemickými přísadami, válka ve Vietnamu a její vliv na vnitřní politiku, sexuální morálka atd. Je v něm zřejmý vývoj jeho postojů k prezidentu Johnsonovi od zklamání až k aktivní opozici.
- Oheň na Měsíci (Of a Fire on the Moon, 1970) – románová reportáž o historickém letu Apolla 11 a přistání prvních lidí na Měsíci je prokládána psychologickými, filozofickými i společensko-kritickými úvahami o smyslu průzkumu vesmíru a kritikou současné americké společnosti.
- Zajatec sexu (Prisoner of Sex, 1971) – v eseji reagující na kritiku sexuálních motivů v dílech ‎‎Jeana Geneta‎‎, ‎‎Henryho Millera‎‎ a ‎‎D.H. Lawrence‎‎ i svých vlastních se vyslovil také k otázce feminismu. Zastánkyně feministického hnutí knize věnovaly mnoho kritických výroků.[15]
- Víra v graffiti (The Faith of Graffiti, 1974) – esej o umělcích tvořících graffiti v New Yorku. Prostřednictvím rozhovorů, průzkumu a analýz zkoumá politické a umělecké důsledky graffiti.
- Boj (‎‎The Fight, 1975) – popis ‎‎porážky Muhammada Aliho od George Foremana‎ na šampionátu v boxu ‎v roce 1974.
- Doba naší doby (The Time of Our Time, 1998) – antologie Mailerových literárních děl k padesátému výročí vydání románu Nazí a mrtví vytváří subjektivní popis sociální historie poválečné Ameriky.
- Strašidelné umění (The Spooky Art: Some Thoughts on Writing, 2003) – kniha o nesnázích a výhodách spisovatelského života obsahuje i doporučení, jak se v něm orientovat. Autor navazuje na příklady ze své vlastní kariéry a reflektuje díla dalších amerických spisovatelů.
- Proč jsme ve válce? (Why Are We At War?, 2003) – obžaloba americké zahraniční politiky a varování před zánikem demokracie a svobody v USA. Kniha obsahuje rozhovory, eseje a přednášky na téma války v Iráku.

## Vyznamenání a ocenění (výběr)
- 1969 Pulitzerova cena za Armády noci
- 1967 člen Americké akademie umění a literatury
- 1970 Člen Americké akademie umění a věd
- 1980 Pulitzerova cena za Katovu píseň
- 2005 National Book Award za celoživotní dílo
- Čestný kříž Za vědu a umění I. třídy (2002, Rakousko)[16]
- rytíř Řádu čestné legie (Francie)
- komandér Řádu umění a literatury (2006, Francie)